# 개별방송
《개별방송》은 2017년 5월 12일부터 2017년 9월 27일까지 방송된 동물 전문 교양 프로그램이다.

## 주요 특징
- 1, 2부 때에는 파일럿 프로그램으로 방송되었고, 3부에서 14부 사이의 정규 프로그램은 1~12회로 분류되는 특이 사항을 둔다.
- 소개된 강아지 중 가장 유명한 견종은 찜뽕이라는 이름을 가진 불도그가 대표적이다.
- 초기 때에는 김메주와 고양이들이 이 프로그램에 소개되었다.
- 다시보기 가격은 1,000원인 것으로 보이지만 정작 올레 TV와 올레TV 모바일에서는 1,500원[1]을 주고 받는 것으로 알려져 왔다.

## 같이 보기
- 우리말 겨루기 (KBS 교양운영팀 제작)
- 가족오락관, 상상오락관, 옥탑방의 문제아들 (KBS 예능운영팀 제작)
- 동물의 왕국, 동물의 세계, 동물극장 단짝 (KBS 1TV)
- 주주클럽, 슈퍼독, 단짝, 은밀하고 위대한 동물의 사생활, 개는 훌륭하다, 나는 아픈 개와 산다, 펫 비타민 (KBS 2TV)
- 동물일기, 야옹멍멍 귀여워, 세상에 나쁜 개는 없다, 고양이를 부탁해, 아기 동물 귀여워, 펫하트 (EBS 1TV)
- 세계의 비밀 수호대 번개맨 (EBS 2TV)
- 와우! 동물천하, 애니멀즈, 하하랜드, 오래봐도 예쁘다, 2020 추석특집 아이돌 멍멍 선수권대회, 심장이 뛴다 38.5 (MBC TV)
- TV 동물농장, 어쩌다 마주친 그 개, 펫미픽미, 생활의 달인, 더솔져스, 검은 양 게임 (SBS TV)
- 마리와 나, 그랜드 부다개스트, 우리집 막내극장 (JTBC)
- 기막힌 동물원, 우리집에 해피가 왔다 (MBN)
- 동고동락, 개먼드라마 파트라슈 (TV조선)
- 대화가 필요한 개냥, 냐옹은 페이크다, 캣츠 앤 독스, 슬기로운 의사생활, 슬기로운 의사생활 시즌2, 해치지 않아, 해치지 않아 X 스우파 (tvN)
- 펫토리얼리스트 (온스타일)
- 주현미의 러브레터, 송진우의 용감한 라디오, 이각경의 해피타임 4시, 유지원의 밤을 잊은 그대에게 (KBS 2라디오)
- 오늘아침 정지영입니다, 이석훈의 브런치카페, 두시의 데이트, 4시엔 윤도현입니다, 푸른밤 옥상달빛입니다 (MBC FM4U)
- 장일범의 유쾌한 클래식 (월~토요일), 이준형의 비욘드 클래식 (일요일) (cpbc FM)
- 식빵 굽는 고양이, 잘살아보시개, 오 마이 펫, 여자친구! 강아지를 부탁해, 펫 닥터스 (skyPetpark)
- 상상고양이 (MBC 에브리원)
- 달려라 댕댕이 (MBC 에브리원, MBC 스포츠플러스 공동 제작)
- 펫츠고! 댕댕트립 (SBS 플러스)
- 소나무의 펫하우스 (SBS M)
- 라디오 북클럽, 주말하이킥 이윤석입니다 (MBC 표준FM)
- 개밥 주는 남자, 너는 내 운명, 서민갑부 (채널A)
- 천재! 시무라 동물원 (日 NTV)
- 도그 위스퍼러 (美 NGC채널)
- 지옥에서 온 고양이 (美 애니멀 플래닛)
- 개과천선 아메리카 (영국 채널 4, Sky One)